# Nils Åman
Pour les articles homonymes, voir Aman.
Nils Åman (né le 7 février 2000 à Avesta en Suède) est un joueur professionnel suédois de hockey sur glace. Il évolue au poste de centre.

## Biographie

### Carrière en club
Formé au Skogsbo SK, il poursuit son apprentissage dans les équipes de jeunes du Avesta BK, puis du Leksands IF. En 2018-2019, il débute en senior dans l'Allsvenskan avec le Leksands IF. Il découvre la SHL en 2019-2020 toujours avec Leksand. Lors du repêchage d'entrée dans la LNH 2019, il est choisi au 6e tour, à la 167e position au total par l'Avalanche du Colorado. Le 12 octobre 2022, il joue son premier match dans la Ligue nationale de hockey avec les Canucks de Vancouver chez les Oilers d'Edmonton. Le 20 octobre 2022, il marque son premier but et sa première assistance face au Wild du Minnesota.

### Carrière internationale
Il représente la Suède au niveau international. Il prend part aux sélections jeunes.

## Statistiques

### En club
| Saison     | Équipe               | Ligue             |     | Saison régulière | Saison régulière | Saison régulière | Saison régulière | Saison régulière |   | Séries éliminatoires | Séries éliminatoires | Séries éliminatoires | Séries éliminatoires | Séries éliminatoires |
| Saison     | Équipe               | Ligue             | PJ  | B                | A                | Pts              | Pun              | PJ               | B | A                    | Pts                  | Pun                  |                      |                      |
| 2018-2019  | Leksands IF          | HockeyAllsvenskan | 3   | 0                | 0                | 0                | 2                | 4                | 0 | 0                    | 0                    | 0                    |                      |                      |
| 2018-2019  | Avesta BK            | Division 2        | 1   | 0                | 0                | 0                | 0                | -                | - | -                    | -                    | -                    |                      |                      |
| 2019-2020  | Leksands IF          | SHL               | 8   | 1                | 2                | 3                | 0                | -                | - | -                    | -                    | -                    |                      |                      |
| 2019-2020  | Karlskrona HK        | HockeyAllsvenskan | 6   | 1                | 0                | 1                | 0                | -                | - | -                    | -                    | -                    |                      |                      |
| 2020-2021  | Leksands IF          | SHL               | 51  | 2                | 8                | 10               | 10               | -                | - | -                    | -                    | -                    |                      |                      |
| 2021-2022  | Leksands IF          | SHL               | 51  | 6                | 8                | 14               | 8                | 3                | 0 | 0                    | 0                    | 2                    |                      |                      |
| 2022-2023  | Canucks de Vancouver | LNH               | 68  | 4                | 12               | 16               | 18               | -                | - | -                    | -                    | -                    |                      |                      |
| 2022-2023  | Canucks d'Abbotsford | LAH               | 17  | 4                | 5                | 9                | 2                | -                | - | -                    | -                    | -                    |                      |                      |
| 2023-2024  | Canucks de Vancouver | LNH               | 43  | 3                | 4                | 7                | 8                | 5                | 0 | 0                    | 0                    | 0                    |                      |                      |
| 2023-2024  | Canucks d'Abbotsford | LAH               | 15  | 8                | 7                | 15               | 8                | -                | - | -                    | -                    | -                    |                      |                      |
| Totaux LNH | Totaux LNH           | Totaux LNH        | 111 | 7                | 16               | 23               | 26               | 5                | 0 | 0                    | 0                    | 0                    |                      |                      |

### En équipe nationale
| Année | Compétition          |   | PJ | B | A | Pts | Pun | +/-           |  | Résultat |
| 2022  | Championnat du monde | 7 | 0  | 2 | 2 | 0   | +3  | Sixième place |  |          |